# Куно фон Хорбург
Куно фон Хорбург (на немски: Kuno von Horburg; † сл. 1187) е граф на Хорбург (днес част от Барум) в Долна Саксония.

## Произход
Той е син на Валтер фон Хорбург († сл. 1162). Внук е на граф Конрад фон Хорбург († сл. 1125) и правнук на граф Куно фон Хорбург († сл. 1103).

## Деца
Куно фон Хорбург има двама сина:
- Валтер фон Хорбург († 25 юли 1258, убит), женен за фон Геролдсек, дъщеря на Буркард IV фон Геролдсек († сл. 1238)
- Конрад фон Хорбург († сл. 1259), женен I. за Хайлвиг фон Пфирт († пр. 10 януари 1247), II. пр. 10 януари 1247 г. за фон Лютцелщайн